# غيلداس
ناسك وقديس بريطاني عاش في القرن السادس والذي كتب (باللاتينية: De Excidio Britanniae) (دمار بريطانيا) والذي لام فيه الويلزيين لسماحهم للأنكلوساكون بالاستيلاء على البلاد وتم تكريمه في بريتاني باسم سان غويلتاس وقام هناك بعدة معجزات.

## حياته
اسم عائلته يعرف أحيانا باسم سابيينس (الحكيم) أو بادونيكوس ويظهر أنه ولد حوالي العام 516 م، ولا يعرف الكثير عنه أكثر من عدة نقاط ربما جمعت من تلميحات من أعماله، وهناك بحثان قصيران تزعم أنها تراجم لحياة غيلداس وهي ترجع غالبا إلى القرنين الحادي عشر والثاني عشر، ولكن يظن أن الكتاب قد خلطوا بين شخصين أو ربما أكثر حملوا نفس الاسم. وإحدى العلامات الفارقة التي وضعها عنه أنه ولد في السنة التي حدث فيها حصار جبل بادون (وهي إحدى المعارك بين الساكسون والبريطانيين)، أما مكان ميلاده فغير مذكور.
كان زعمه أنه دافعه في مهمته هو حماسته لبيت الرب وقانونه المقدس وكذلك فقد استشهد بمقاطع من الإنجيل، مما لا يدع مجالا للشك أنه كان ضمن أحد الأنظمة الكنسية، وبالإضافة إلى هذا فإننا نعرف انه ذهب للخارج إلى فرنسا على الأرجح في سن الرابعة والثلاثين، وبعد عشر سنوات من التردد والتحضير ألف هناك حوالي العام 560 العمل الذي يحمل اسمه. والمواد التي كتب عنها قال أنها مأخوذة من مصادر أجنبية أكثر من محلية والأخيرة لم يصل لها بسبب الظروف، والحوليات الويلزية تقول أنه مات سنة 570.

## كتاباته
كتابات غيلداس أتت لنا بعنوان (باللاتينية: Gildae Sapientis de excidio Britanniae liber querulus) ولكنها في البداية كتبت بلا انقطاع وهو الآن مقسم لثلاث أجزاء، الأول منه مقدمة والثاني خاص بالتاريخ والأخير عبارة عن رسالة تألفت من نصوص وقطع من الكتاب المقدس جمعت معا بهدف التنديد بخطايا مواطنيه وحكامهم وقد كان أقله أجزاء الكتاب أهمية ولكنه كان أطولها.
في الجزء الثاني الكتاب يروي موجزا عن تاريخ بريطانيا من غزو الرومان إلى وقته الحاضر، وأشار للعديد من الأشياء مثل دخول المسيحية إلى بريطانيا في عهد تيبيريوس، وكذلك الاضطهاد تحت حكم ديوكليتيان وانتشار الهرطقة الأريانية وانتخاب ماكسيموس كإمبراطور من قبل الفيالق في بريطانيا وموته بعدها في أكويليا، وكذلك تكلم عن اجتياح البكتيين والاسكتلنديين لجزء الجنوبي من الجزيرة والمساعدة المؤقتة التي تلقاها البريطانيون من الرومان وترك الأخيرين الجزيرة في النهاية، ومجيء الساكسون واستقبالهم من قبل غورثيرن (فورتيجرن) والنزاع بين البريطانيين ويقودهم النبيل الروماني أوريليوس أمبروسيوس والغزاة الساكسون.
ولكن للأسف في كل المواضيع التي يتطرق إليها فإن شهادته مبهمة وغير واضحة، حيث لا يذكر أي تواريخ إلا واحدا أشار إليه ولم يرتب الأحداث بتاريخ حدوثها، هذه العيوب كانت أقل أهمية في فترة كان فيها الكتاب اليونانيون والرومان مطلعين على شؤون بريطانيا؛ لَكنهم يصبحون أكثر اهتماما كما الحالة تقريبا من بِداية القرن الخامس إلى تاريخ موته، وقصة غيلداس القصيرة هي مصدرنا الوحيد لتاريخ الجزيرة أثناء في تلك السنوات، وبالتالي فقد كان الوحيد الذي روى هذه القصص مع ذلك في هذه الحالة فإن شهادته الوحيدة (وربما يكون موثوقا) حول الرسالة المشهورة التي قيل أنها قد أُرسلت إلى روما في 446 مِن قِبل البريطانيين اليائسين، وهي تبدأ: - «إلى أغيتيوس (أيتيوس) القنصل للمرة الثالثة، (نرسل) أنين البريطانيين.» وأطروحة غيلداس نشرت أولاً عام 1525 من قبل بوليدور فيرجل، لكن مع الكثير من التعديلات والأخطاء.
في 1568 أصدر جون جوسلاين، سكرتير رئيس الأساقفة باركر، طبعة جديدة منها أكثر انسجاما مع ما ورد بالمخطوطة؛ وفي 1691 ظهرت طبعة مراجعة بعناية أكبر في أكسفورد من قبل توماس غيل. وأعيدت نشر الطبعة كثيرا في القارة في القرن السادس عشر بينما بعدها طبعت مرة أو مرتين.
نص غيلداس موجود في طبعة غايل مرتب مع مخطوطتين أخرى ين وبمقدمات متقنة، وهي مضمنة في مواد تاريخ بريطانيا (باللاتينية: Monumenta historica Britannica) في طبعة بيتري وشارب (لندن، 1848). الطبعة الأخرى في كتاب أي. دبليو. هادان ودبليو. ستابز (الوثائق الدينية والمجلسية المتعلقة ببريطانيا العظمى) (أكسفورد، 1869).

## روابط خارجية
- غيلداس على موقع الموسوعة البريطانية (الإنجليزية)
- غيلداس على موقع إن إن دي بي (الإنجليزية)